# Borrowed Time (álbum)
Borrowed Time es una grabación de Diamond Head. Esta es la cuarta grabación de Diamond Head, su segundo en la etiqueta del MCA. El álbum fue grabado en 1981 y lanzado en 1982, alcanzando el número 24 en la lista de álbumes del Reino Unido.
El guitarrista Brian Tatler reciente entrevista dijo que este era su período favorito de Diamond Head y que la banda "parecía estar llegando a alguna parte, después de seis años de construcción."

## Información sobre el álbum
Este fue el primer álbum bajo el sello de MCA Records desde 1981. Como se trataba de su primer álbum bajo un sello importante, el álbum fue mucho más limpio y mejor producido. Sin embargo, algunos dicen ahora que la MCA se le etiqueta equivocadamente a Diamond Head, que es una de las contribuciones a su caída. Algunos también han cuestionado la necesidad de "Am I Evil?" y "Lightning a las naciones" para ser incluido en el álbum, ya que ya había aparecido en el álbum debut de la banda, Lightning to the Nations. Aunque la razón de esto fue que su primer álbum solo era una demo con la idea de que Borrowed Time fuera su primer álbum oficial. Sin embargo, las cosas no han funcionado de esa manera.

## Recepción

### Comercial
El álbum logró llegar al # 24 en las listas de álbumes del Reino Unido, convirtiéndose en las primeras bandas y único álbum de éxitos. La banda pasó a realizar una escala completa gira de conciertos del Reino Unido, la realización de grandes recintos como London 's Hammersmith.

### Crítica
El álbum no estuvo a la altura de las expectativas antes de que las bandas más comerciales se llevan a su música resultó ser una decepción para los críticos.

## Lista de canciones
Todas las canciones fueron escritas por Brian Tatler y Sean Harris

Todas las canciones escritas y compuestas por Sean Harris y Brian Tatler. 
| N.º | Título                     | Duración |  |
| 1.  | «In the Heat of the Night» | 4:57     |  |
| 2.  | «To Heaven from Hell»      | 6:14     |  |
| 3.  | «Call Me»                  | 3:54     |  |
| 4.  | «Lightning to the Nations» | 4:09     |  |
| 5.  | «Borrowed Time»            | 7:39     |  |
| 6.  | «Don't You Ever Leave Me»  | 7:56     |  |
| 7.  | «Am I Evil?»               | 7:21     |  |

## Alineación
- Sean Harris - voz
- Brian Tatler - guitarra
- Kimberley Colin - bajo
- Duncan Scott - batería

- Datos: Q1753280